# Estación de Universidad Pontificia de Comillas
Universidad Pontificia de Comillas es un apeadero ferroviario situado en el municipio español de Madrid, en la Comunidad de Madrid, cuyas instalaciones dan servicio al Campus de Cantoblanco de la Universidad Pontificia Comillas (distrito de Fuencarral-El Pardo). La estación en sí está situada junto a la carretera M-616 (El Goloso-Alcobendas) al lado contrario de la misma respecto a los edificios de esta universidad.
El apeadero está servido por la línea C-4 de Cercanías Madrid y su tarifa corresponde a la zona B1 según el Consorcio Regional de Transportes.

## Situación ferroviaria
La estación está situada en el punto kilométrico 3,6 de la línea férrea de ancho ibérico Cantoblanco-Alcobendas. El tramo es de vía doble y está electrificado.

## Historia
Las instalaciones fueron abiertas al público en 2001 junto con el ramal que se dirige de Cantoblanco a Alcobendas y San Sebastián de los Reyes. Hasta el 8 de julio de 2008, la estación era servida con la antigua línea C-1 (Alcalá de Henares - Alcobendas-San Sebastián de los Reyes). Las infraestructuras pasaron a ser gestionadas y operadas por la empresa estatal RENFE.
Desde enero de 2005, con la extinción de la antigua RENFE, el ente Adif pasó a ser el titular de las instalaciones ferroviarias. A partir del 9 de julio de 2008, la estación pasa a formar parte de la línea C-4 (Parla - Alcobendas-San Sebastián de los Reyes).

## Accesos
- Universidad Pontificia de Comillas Rotonda de la M-616, enfrente del campus de la Universidad Pontificia Comillas

## Líneas y conexiones

### Cercanías
| procedencia/destino                   | < estación      | Línea | estación >              | destino/procedencia |
| ------------------------------------- | --------------- | ----- | ----------------------- | ------------------- |
| Alcobendas-San Sebastián de los Reyes | Valdelasfuentes |       | Cantoblanco Universidad | Parla               |

### Autobuses
| Diurnos |                                                 |                                        |                |
| Línea   | Destino                                         | Parada                                 | Operador       |
| 827     | Alcobendas - Universidad Autónoma - Tres Cantos | 7376 Ctra. M616 - Universidad Comillas | Empresa Montes |
| 827A    | Universidad Autónoma                            | 7376 Ctra. M616 - Universidad Comillas | Empresa Montes |
| 828     | Alcobendas - Universidad Autónoma               | 7376 Ctra. M616 - Universidad Comillas | Empresa Montes |
| 827     | Madrid (Canillejas)                             | 8419 Ctra. M616 - Universidad Comillas | Empresa Montes |
| 827A    | S.S. de los Reyes - Alcobendas                  | 8419 Ctra. M616 - Universidad Comillas | Empresa Montes |
| 828     | Madrid (Canillejas)                             | 8419 Ctra. M616 - Universidad Comillas | Empresa Montes |